# Božidar Liščić
Božidar Liščić (Karlovac, 17. siječnja 1929. — Zagreb, 19. travnja 2020.), hrvatski akademik i inženjer strojarstva.

## Životopis
Rodio se u Karlovcu 17. siječnja 1929., a gimnaziju je završio u Bjelovaru 1947. Diplomirao je 1954. na Strojarskom odjelu Tehničkog fakulteta, a doktorirao 1975. na Fakultetu strojarstva i brodogradnje (FSB). Usavršivao se u SR Njemačkoj 1959. i 1967. te u Belgiji 1964. godine. Od 1954. do 1964. radio je u Tvornici alatnih strojeva „Prvomajska“ u Zagrebu gdje je od 1961. bio tehnički direktor, a od 1964. do 1967. bio je savjetnik u Privrednoj komori Grada Zagreba. 
Na Fakultetu strojarstva i brodogradnje bio je predavač od 1968. do umirovljenja 1999., od 1970. kao docent, od 1976. kao izvanredni te od 1982. kao redoviti profesor. Na FSB-u je 1968. osnovao i do 1981. vodio Laboratorij za toplinsku obradbu, uvevši suvremene tehnologije obradbe metala. Za redovitog člana HAZU, u Razredu za tehničke znanosti, izabran je 1997. godine.
Glavno područje rada akademika Liščića bila je tehnologija naglog hlađenja (gašenja) pri kaljenju, a 1978. razvio je metodu za mjerenje, registriranje i vrednovanje intenziteta hlađenja pri kaljenju zasnovanu na gradijentu temperature u površinskom sloju cilindrične sonde (Liščić-Nanmac probe). Istraživao je toplinske postupke modifikacije površinskih slojeva difuzijom dušika i laserskim snopom radi povećanja otpornosti trošenju te prvi u Hrvatskoj izveo pokuse kaljenja i rastaljivanja površinskih slojeva čelika i sivoga lijeva laserskim snopom. Temeljen na njegovoj metodi i uz njegovu suradnju, 1995. je konstruiran sustav za automatsku regulaciju koji rabi sondu (Ipsen-Liščićev senzor). S poduzećem „Končar“ surađivao je na razvoju opreme za toplinsku obradbu te konstruirao prototip solne kupke, prvi te vrste u Europi. U Laboratoriju za toplinsku obradbu uveo je postupke nitriranja u solnoj kupki i kratkotrajnoga nitriranja u mješavini plinova te toplinsku obradbu legiranih čelika u vakuumu. Akademik Božidar Liščić bio je gostujući predavač u Ukrajini, Njemačkoj, Australiji, Japanu, SAD-u, Sloveniji, Austriji, Mađarskoj i Indiji. Kao ekspert Programa za razvoj Ujedinjenih naroda boravio je od 1971. do 1990. u zemljama Srednjeg istoka i Azije. 
Bio je autor skripta Cementiranje i nitriranje čelika (Zagreb 1969.) te autor i suautor udžbenika i knjiga Theory and Technology of Quenching (Berlin 1992.), Toplinska obrada – Praktikum (Zagreb 1992.) i Steel Heat Treatment Handbook (New York 1997.). Napisao poglavlja u knjigama Termička obrada čelika (Zagreb 1969.), Termokemijski postupci (Zagreb 1981.), Technologie der Wärmebehandlung von Stahl (Leipzig 1987.), Materijali u strojarstvu (Zagreb 1993.), Fuels and Lubricants Handbook (West Conshohocken 2003.) i Steel Heat Treatment – Metallurgy and Technologies (London—New York 2007.). Radove je objavljivao u brojnim časopisima i zbornicima.
Od 2004. do 2005. bio je predsjednik Međunarodne udruge za toplinsku obradbu i inženjerstvo površina (IFHTSE). 
Za svoj rad nagrađen je Nagradom „Nikola Tesla“ 1989. i Medaljom „Adolf Martens“ 2006.

## Vanjske poveznice
- Božidar Liščić Hrvatska tehnička enciklopedija, portal hrvatske tehničke baštine. LZMK